# Hilkka Rantaseppä-Helenius
Hilkka Rantaseppä-Helenius (1925 – 7 maggio 1975) è stata un'astronoma finlandese.

## Biografia
Rantaseppä-Helenius iniziò a studiare matematica nella speranza di diventare insegnante. L'astronomo finlandese Yrjö Väisälä l'ha, invece, ispirata nel diventare un'astronoma. Helenius, dato che era figlia di un contadino, era tra i pochi fortunati astronomi che ebbero il privilegio di avere un osservatorio nel proprio recinto.
Rantaseppä-Helenius lavorò sull'osservazione dei pianeti minori. Ha lavorato come assistente all'osservatorio di Tuorla dal 1956 al 1962; nel 1962 divenne osservatrice quando ci fu un posto vacante. Rimase nel ruolo di osservatore fino al 1975. È stata anche coinvolta nella costruzione dell'Osservatorio di Kevola da Tähtitieteellis-optillinan seura (Astronomy-Optical Society) nella sua proprietà nel 1963.
Rantaseppä-Helenius morì all'età di 50 anni in un incidente. L'asteroide Flora 1530 Rantaseppä è stato intitolato in sua memoria. 